# La zone de la mort
La zone de la mort er en fransk stumfilm fra 1917 af Abel Gance.

## Medvirkende
- Andrée Brabant som Gisèle
- Julien Clément som Taffer
- Anthony Gildès
- Andrée Lionel som Éva Larc
- Léon Mathot som Pierre Jubal